# Мирацидий
Мираци́дий (лат. miracidium) — личинка партеногенетического поколения дигенетических сосальщиков (Digenea). Способны активно плавать в жидкой среде благодаря биению ресничек, заражают промежуточных хозяев — брюхоногих моллюсков, в редких случаях — двустворчатых моллюсков и полихет. Мирацидии развиваются из отложенных маритами яиц; по окончании развития они либо сразу выходят в водную среду и приступают к активному поиску хозяина, либо вступают в период покоя до тех, пор пока яйцевая капсула не будет проглочена хозяином. Пока мирацидий ищет промежуточного хозяина, он не питается и живёт за счёт гликогена, накопленного в ходе эмбриогенеза. В ходе внедрения в ткани хозяина мирацидий сбрасывает несущие реснички эпителиальные пластинки, после чего развивается в материнскую спороцисту.

## Строение

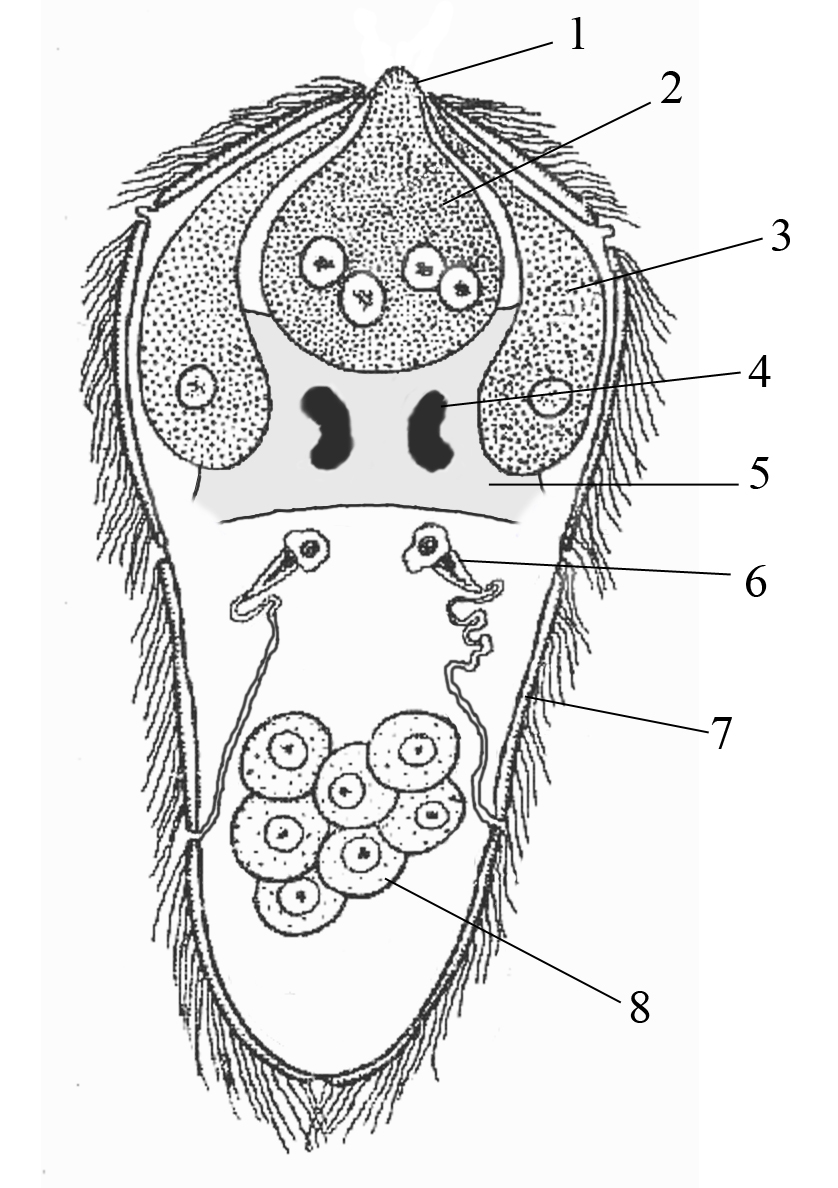
Строение мирацидия: 1 — хоботок; 2 — апикальная железа; 3 — латеральные железы; 4 — глазки; 5 — мозговой ганглий; 6 — протонефридий; 7 — эпителиальная пластинка; 8 — зародышевые клетки

Тело мирацидия обладает каплевидной формой. Размеры у разных видов варьируют в широких пределах в зависимости от стратегии заражения. Активно ищущие хозяина представители обладают более крупными размерами — 80—150 мкм, в исключительных случаях — до 340 мкм (Cyclocoelum microstomum). Мирацидии видов, для которых характерно пассивное заражение в результате заглатывания яйца хозяином, обычно достигают лишь 20—60 мкм, самые мелкие формы — до 4—10 мкм. Активные мирацидии обладают более сложным строением и меньшей продолжительностью жизни: несколько часов в сравнении с несколькими месяцами у мирацидиев с пассивным заражением.
На переднем конце находится хоботок — орган внедрения в ткани хозяина. Он обладает собственной мускулатурой, а на его поверхности открываются протоки апикальной (личиночной) и латеральных желёз, секрет которых обладает цитолитическим и гистолитическим действием и используется при пенетрации покровов хозяина. Апикальная (личиночная) железа находится в передней трети тела мирацидия, её цитоплазма заполнена зернистым секретом.
Покровы представлены чередующимися ресничными эпителиальными пластинками (2—5 поперечных рядов) и гребнями гиподермы, которые подстилают слои кольцевой и продольной мускулатуры. Гиподерма мирацидия представляет собой синцитиальную сеть, которая состоит из узких гребней, окружающих по периметру эпителиальные пластинки, и цитонов, погружённых под слои мускулатуры. Сплошная синцитиальная пластинка формируется только на переднем конце тела (покровы хоботка).
В передней трети тела мирацидия расположен крупный мозговой ганглий, иннервирующий эпителиальные пластинки, мышечные волокна и сложный набор сенсорных структур (до 17 типов). Поверхностные сенсиллы мирацидиев расположены только на хоботке и на гребне гиподермы между первым и вторым рядами эпителиальных пластинок, на эпителиальных пластинках и других участках гиподермы они отсутствуют. Органы фоторецепции представлены парой пигментированных глазков и расположенным перед ними непарным глазком, лишённым пигментации. Глазки инвертированного типа. Выделительная система представлена парой протонефридиев с одним или двумя циртоцитами; собирательные каналы открываются латерально. 

## Иллюстрации
- Вылупление мирацидия печёночной двуустки